# 拉巴斯 (洪都拉斯)
拉巴斯市（西班牙語：La Paz）是洪都拉斯的城市，也是拉巴斯省的首府，位於該國西南部，始建於1750年，面積207平方公里，海拔高度687米，2001年人口29,023。